# Challenge-Brownsville
Challenge-Brownsville es un lugar designado por el censo ubicado en el condado de Yuba en el estado estadounidense de California. En el año 2000 tenía una población de 1,069 habitantes y una densidad poblacional de 42.8 personas por km². Challenge-Brownsville forma parte del área metropolitana de Sacramento

## Geografía
Challenge-Brownsville se encuentra ubicado en las coordenadas 39°28′21″N 121°15′54″O / 39.47250, -121.26500. Según la Oficina del Censo, la ciudad tiene un área total de 25 km² (9,7 mi²), de la cual 25 km² (9,7 mi²) es tierra y 0 km² (0 mi²) (0%) es agua.

## Demografía
Según la Oficina del Censo en 2000 los ingresos medios por hogar en la localidad eran de $27,037, y los ingresos medios por familia eran $36,607. Los hombres tenían unos ingresos medios de $32,353 frente a los $18,889 para las mujeres. La renta per cápita para la localidad era de $14,917. Alrededor del 16.9% de la población estaban por debajo del umbral de pobreza.

## Educación
El Distrito Escolar Unificado de Marysville sirve Challenge-Brownsville.